# 宋福如
宋福如（1950年—），河北永年人，汉族，中华人民共和国政治人物、第十二届全国人民代表大会河北地区代表。
毕业于北京化工大学，加入中国共产党，担任河北硅谷化工有限公司董事长。2008年起担任全国人大代表。2013年，被选为全国人大代表。